# Charlot et le Masque de fer
Pour plus de détails, voir Fiche technique et Distribution.
Charlot et le Masque de fer (The Idle Class) est un film muet américain réalisé par Charles Chaplin, sorti le 25 septembre 1921.

## Synopsis
Une femme descend d'un train et cherche du regard son mari qui n'est pas là pour l'accueillir. Un clochard descend du dessous du même train avec des clubs de golf qui ressemble à s'y méprendre au mari négligent.

## Fiche technique
- Titre : Charlot et le Masque de fer
- Titre original : The Idle Class
- Réalisation : Charles Chaplin, assisté de Charles Reisner (non crédité)
- Scénario : Charles Chaplin
- Musique : Charles Chaplin
- Photographie : Roland Totheroh
- Pays d'origine : États-Unis
- Format : Noir et blanc - muet
- Genre : Comédie
- Durée : 31 minutes
- Date de sortie : 25 septembre 1921

## Distribution
- Charles Chaplin : Le clochard et le mari négligent
- Edna Purviance : La femme délaissée
- Mack Swain: Le père
- Henry Bergman : Le dormeur Hobo et un invité déguisé en policier
- Al Ernest Garcia : Policier et invité
- John Rand : Golfeur et invité
- Rex Storey : Pickpocket et invité
- Lita Grey : invitée